# Чиле на Светском првенству у атлетици на отвореном 2011.
[[Чиле]] је учествовао на 13. Светском првенству у атлетици на отвореном 2011. одржаном у Тегу од 27-1. септембра. Репрезентацију Чилеа представљала су 3 такмичара (1 мушкарац и 2 жене) који су се такмичили у 3 дисциплина (1 мушка и 2 женске). , 
На овом првенству Чиле није освојио ниједну медаљу. Није било нових националних и личних регорда.

## Учесници
| Мушкарци: - Јерко Араја — 20 км ходање | Жене: - Наталија Дуко — Бацање кугле - Карен Гаљардо — Бацање диска |  |

## Резултати

### Мушкарци
| Атлетичар   | Дисциплина   | Лични рекорд | Група    | Група | Полуфинале | Полуфинале | Финале   | Финале       | Детаљи |
| Атлетичар   | Дисциплина   | Лични рекорд | Резултат | Место | Резултат   | Место      | Резултат | Место        | Детаљи |
| ----------- | ------------ | ------------ | -------- | ----- | ---------- | ---------- | -------- | ------------ | ------ |
| Јерко Араја | 20 км ходање | 1:23:09 НР   |          |       |            |            | 1:27:47  | 27 / 32 (46) |        |

### Жене
| Атлетичарка   | Дисциплина   | Лични рекорд | Група    | Група       | Полуфинале   | Полуфинале | Финале                | Финале       | Детаљи |
| Атлетичарка   | Дисциплина   | Лични рекорд | Резултат | Место       | Резултат     | Место      | Резултат              | Место        | Детаљи |
| ------------- | ------------ | ------------ | -------- | ----------- | ------------ | ---------- | --------------------- | ------------ | ------ |
| Наталија Дуко | Бацање кугле | 18,65 НР     | 17,42    | 10. у гр. Б |              |            | Нису се квалификовале | 18 / 23 (25) |        |
| Карен Гаљардо | Бацање диска | 58,70 НР     | 53,69    | 12. гр. Б   | 23 / 23 (24) |            | Нису се квалификовале |              |        |

Легенда: НР = национални рекорд, ЛР= лични рекорд, РС = Рекорд сезоне (најбољи резултат у сезони до почетка првества), КВ = квалификован (испунио норму), кв = квалификова (према резултату)